# Eridachtha
Eridachtha é um gênero de traça pertencente à família Agonoxenidae.